# Rafael González Sobera

Custodia procesional de la catedral de Segovia, realizada por González.

Rafael González Sobera (Madrid, 1635 – 1681) fue un orfebre y platero español del siglo XVII que estuvo al servicio de la casa real.

## Obras
- 1653-1657. Custodia de la catedral de Segovia.[1]

- 1658. Trono de la Virgen de la Paz de la catedral de Segovia, junto a Juan Vergara, utilizando casi 38 kilos de plata.[2]

- 1658. Arqueta de San Diego, urna de plata para el cuerpo de san Diego de Alcalá, para el desaparecido convento de San Diego de Alcalá de Henares (Madrid). La traza fue realizada por Sebastián de Benavente, y para su hechura se utilizaron 200 marcos de plata. Actualmente en la catedral de los Santos Niños Justo y Pastor de Alcalá de Henares.[3]

- 1678. Arca del mantel de la Santa Cena, para la catedral de la Asunción de Coria.[4]